# Mervana Jugić-Salkić
Mervana Jugić-Salkić (Zenica (Bosnië), 14 mei 1980) is een voormalig tennisspeelster uit Bosnië en Herzegovina.
Zij begon op dertienjarige leeftijd met het spelen van tennis. Haar favoriete ondergrond is hardcourt. Zij speelt rechtshandig en heeft een tweehandige backhand. Zij was actief in het proftennis van 1999 tot en met 2013.

## Loopbaan

### Enkelspel
Jugić-Salkić debuteerde in 1997 op het ITF-toernooi van Šibenik (Kroatië). Zij stond in 1999 voor het eerst in een finale, op het ITF-toernooi van Hvar (Kroatië) – hier veroverde zij haar eerste titel, door de Tsjechische Petra Kučová te verslaan. In totaal won zij vijftien ITF-titels, de laatste in 2012 in Bad Saulgau (Duitsland).
In 2004 speelde Jugić-Salkić voor het eerst op een WTA-hoofdtoernooi, op het toernooi van Haiderabad. Zij bereikte er de kwartfinale – dit bleef haar beste resultaat op de WTA-toernooien.
In datzelfde jaar (2004) debuteerde Jugić-Salkić op de grandslamtoernooien – zij speelde op Roland Garros en Wimbledon. Vervolgens kwam zij uit op de Olympische spelen van Athene.
Haar hoogste notering op de WTA-ranglijst is de 99e plaats, die zij bereikte in juni 2004.

### Dubbelspel
Jugić-Salkić behaalde in het dubbelspel betere resultaten dan in het enkelspel. Zij debuteerde in 1998 op het ITF-toernooi van Biograd (Kroatië), samen met de Zwitserse Diane Asensio; daarbij bereikte zij meteen de finale – zij verloren van het duo Gréta Arn en Lana Miholček. In 2000 veroverde Jugić-Salkić haar eerste titel, op het ITF-toernooi van Ankara (Turkije), samen met de Macedonische Marina Lazarovska, door het duo Kalina Diankova en İpek Şenoğlu te verslaan. In totaal won zij 43 ITF-titels, de laatste in 2013 in Trnava (Slowakije).
In 2004 speelde Jugić-Salkić voor het eerst op een WTA-hoofdtoernooi, op het toernooi van Auckland, samen met de Kroatische Jelena Kostanić – hier veroverde zij meteen de titel, door te zegevieren over het koppel Virginia Ruano Pascual en Paola Suárez, op dat moment de ex aequo nummers een van de wereldranglijst in het dubbelspel. In totaal won Jugić-Salkić twee WTA-titels, de andere in 2005 in Modena, samen met de Oekraïense Joelija Bejhelzymer.
Haar beste resultaat op de grandslamtoernooien is het bereiken van de derde ronde, op Wimbledon 2006. Dit bracht haar op haar hoogste notering op de WTA-ranglijst: de 59e plaats, die zij bereikte in juli 2006.

### Tennis in teamverband
In de periode 1997–2011 maakte Jugić-Salkić geregeld deel uit van het Bosnische Fed Cup-team – zij behaalde daar in het enkelspel een winst/verlies-balans van 25–10.

## Posities op deWTA-ranglijst
Positie per einde seizoen:
| jaar | rang enkelspel | rang dubbelspel |
| ---- | -------------- | --------------- |
| 1998 | 695            | 655             |
| 1999 | 364            | 655             |
| 2000 | 490            | 534             |
| 2001 | 493            | 594             |
| 2002 | 438            | 477             |
| 2003 | 134            | 139             |
| 2004 | 157            | 75              |
| 2005 | 180            | 97              |
| 2006 | 246            | 83              |
| 2007 | 228            | 100             |
| 2008 | 179            | 70              |
| 2009 | 294            | 132             |
| 2010 | 462            | 118             |
| 2011 | 341            | 101             |
| 2012 | 219            | 71              |
| 2013 | 421            | 266             |

## Palmares
| Legenda                | Legenda                  |
| ---------------------- | ------------------------ |
| Grandslamtoernooi      |                          |
| Olympische Spelen      |                          |
| Year-End Championships |                          |
| tot 2009               | 2009 – 2020 / vanaf 2021 |
| Tier I                 | Premier Mandatory        |
| Tier II                | Premier Five / WTA 1000  |
| Tier III               | Premier / WTA 500        |
| Tier IV & V            | International / WTA 250  |
|                        | Challenger / WTA 125     |

### WTA-finaleplaatsen enkelspel
geen

### WTA-finaleplaatsen vrouwendubbelspel
| nr.              | finale     | toernooi     | ondergrond | partner             | tegenstandsters                         | score            |         |
| ---------------- | ---------- | ------------ | ---------- | ------------------- | --------------------------------------- | ---------------- | ------- |
| gewonnen finales |            |              |            |                     |                                         |                  |         |
| 1.               | 2004-01-10 | WTA Auckland | hardcourt  | Jelena Kostanić     | Virginia Ruano Pascual Paola Suárez     | 7-6, 3-6, 6-1    | details |
| 2.               | 2005-07-17 | WTA Modena   | gravel     | Joelija Bejhelzymer | Gabriela Navrátilová Michaela Paštiková | 6-2, 6-0         | details |
| verloren finales |            |              |            |                     |                                         |                  |         |
| 1.               | 2008-04-20 | WTA Estoril  | gravel     | İpek Şenoğlu        | Maria Kirilenko Flavia Pennetta         | 4-6, 4-6         | details |
| 2.               | 2012-07-22 | WTA Båstad   | gravel     | Eva Hrdinová        | Catalina Castaño Mariana Duque Mariño   | 6-4, 5-7, [5-10] | details |

## Resultaten grandslamtoernooien
| Legenda | Legenda                          |
| ------- | -------------------------------- |
| g.t.    | geen toernooi gehouden           |
| l.c.    | lagere categorie                 |
| –       | niet deelgenomen                 |
| G       | uitgeschakeld in de groepsfase   |
| 1R      | uitgeschakeld in de eerste ronde |
| 2R      | uitgeschakeld in de tweede ronde |
| 3R      | uitgeschakeld in de derde ronde  |
| 4R      | uitgeschakeld in de vierde ronde |
| KF      | uitgeschakeld in de kwartfinale  |
| HF      | uitgeschakeld in de halve finale |
| F       | de finale verloren               |
| W       | het toernooi gewonnen            |
| w-v     | winst/verlies-balans             |

### Enkelspel
| Toernooi        | 2004 | 2005 |
| --------------- | ---- | ---- |
| Australian Open | –    | –    |
| Roland Garros   | 1R   | 1R   |
| Wimbledon       | 1R   | –    |
| US Open         | –    | –    |

### Vrouwendubbelspel
| Australian Open | 1R | –  | 1R | –  | 2R | –  | 1R |
| Roland Garros   | 1R | –  | 2R | 1R | 1R | –  | 1R |
| Wimbledon       | 1R | –  | 3R | 1R | 1R | –  | 1R |
| US Open         | 2R | 2R | –  | –  | –  | 2R | –  |